# Castello di Pessola
Il castello di Pessola, noto anche come castello dell'Agnellina, era un maniero medievale, che sorgeva nel piccolo centro di Pessola, frazione di Varsi, in provincia di Parma.

## Storia
Il castello fu edificato in epoca medievale, forse nel XIII secolo da Armando da Pessola, che nel 1271 fu costretto a venderlo al Comune di Piacenza; pochi giorni dopo la cessione un gruppo di fuoriusciti parmigiani e piacentini alleati del conte Ubertino Landi se ne impossessò, ma fu contrattaccato dalle truppe comunali e dopo un breve assedio fu sopraffatto.
In seguito il maniero passò ai marchesi Pallavicino di Pellegrino, unitamente a Carpadasco, alla val Mozzola, alla val Cenedola e alla valle dello Stirone.
Nel 1428 il castello di Pellegrino fu assaltato dalle truppe del duca di Milano Filippo Maria Visconti, guidate dal capitano di ventura Niccolò Piccinino; il marchese Manfredo Pallavicino fu arrestato e costretto sotto tortura a confessare di aver congiurato contro il Duca, che lo condannò a morte. Nel 1438 il feudo fu assegnato al Piccinino, al quale succedettero i figli Francesco e Jacopo.
Nel 1472 il duca Galeazzo Maria Sforza assegnò Pellegrino e tutte le pertinenze, tra cui Pessola col suo castello, al cugino Lodovico Fogliani, al quale concesse la facoltà di aggiungere al proprio il cognome Sforza.
L'ultimo marchese Giovanni Fogliani Sforza d'Aragona, dal 1755 viceré di Sicilia, nel 1759 rinunciò ai propri feudi in favore di Federico Meli Lupi di Soragna, figlio di sua sorella.
Il maniero, da lungo tempo abbandonato, cadde in rovina, tanto che nel 1804, un anno prima dell'abolizione dei diritti feudali sancita dai decreti napoleonici, risultavano sopravviverne soltanto alcuni ruderi delle murature, oltre ai sotterranei; in seguito anche delle ultime vestigia si perse ogni traccia.